# Ville-Savoye
Ville-Savoye – miejscowość i gmina we Francji, w regionie Hauts-de-France, w departamencie Aisne.
Według danych na styczeń 2014 roku gminę zamieszkiwało 59 osób, a gęstość zaludnienia wynosiła 22,5 osób/km².